# レオン伯シャルル
レオン伯シャルル（Charles Léon, 1806年12月 - 1881年4月15日）は、フランスの貴族。ナポレオン・ボナパルトの庶子。

## 生涯
当時皇帝として即位していたナポレオンと愛人エレオノール・ドニュエルの間に生まれる。1815年には伯爵に叙せられた。出生には疑惑があったとされることがあるものの、その容姿はナポレオンによく似ていた。
1832年には、イギリス人大尉を決闘で射殺し、1840年にはルイ＝ナポレオン（後のナポレオン3世）と決闘（未遂）をしている。ナポレオン崇拝者であったが放蕩者で、第二帝政期には親族へ地位や権利を要求し顰蹙を買っていた。
フランソワーズ・ジョネ (1831年-1899年) と1862年に結婚。子のうち第2代伯シャルル(1855年-1894年)、第3代伯ガストン (1857年-1937年)、末子のシャルロット(1867年-1946年)など6子があった。ガストンの子孫の5代伯シャルルには女子のみで男子がなく、子孫はいるものの爵位は失われた。シャルロットはアルマン・メスナールと結婚し1男1女があったが、息子のダニエル・ナポレオン・ジャン・フェルナン・メナールは第一次世界大戦で戦死し、娘のジャンヌの子孫が続いている。